# José Fernando Castro Caycedo
José Fernando Castro Caycedo (Zipaquirá, departamento de Cundinamarca, 22 de abril de 1951 – 7 de maio de 2008) foi um político colombiano membro do Partido Radical.
Faleceu vítima de uma hemorragia durante uma sessão na Câmara de Deputados quando fazia um discurso.